# Kadlur, Alur
Kadlur là một làng thuộc tehsil Alur, huyện Hassan, bang Karnataka, Ấn Độ.